# Aetheretmon
Aetheretmon is een geslacht van uitgestorven straalvinnige beenvissen, behorend tot de orde Palaeonisciformes.
De typesoort is Aetheretmon valentiacum White, 1927. Een tweede soort is Aetheretomon whitei Moy-Thomas, 1938.